# Qrio

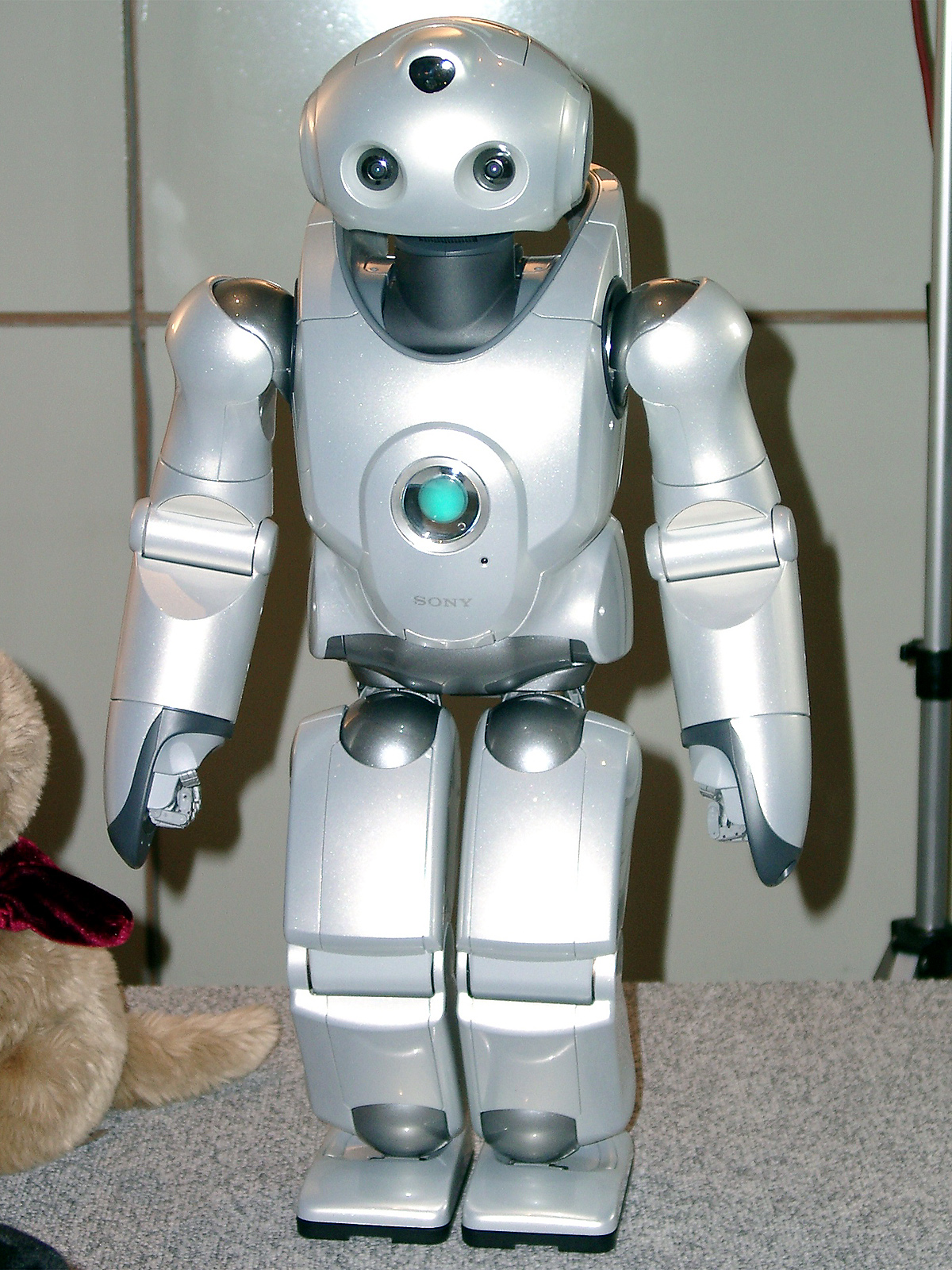
Qrio.

Qrio (förkortning av "quest for curiosity"), ursprungligen SDR-4X II, var en modell humanoid robot tillverkad av det japanska företaget Sony. Qrio vägde 7 kilogram och var 58 centimeter hög. Roboten ingick i serien Sony Dream Robot, och efterträdde modellen SDR-4X. Förbättringar gentemot föregående modell avsåg robotens gång- och kommunikationsförmågor. Namnet Qrio lanserades den 1 oktober 2003 då det meddelades att roboten blivit utsedd till Sonys företagsambassadör.
I ett pressmeddelande den 18 december 2003 hävdade Sony att Qrio var den första roboten i världen som hade förmågan att springa. Qrio kunde uppnå en hastighet på 14 meter på minut och ha båda fötter i luften under 40 millisekunder. I dess roll som företagsambassadör uppträdde Qrio på Consumer Electronics Show i januari 2004. Samma månad medverkade roboten i den japanska TV-serien Tetsuwan Atom.
Medan SDR-4X kunde bara japanska, Qrio kunde både japanska och engelska och hade ett ordförråd på 60 000 ord. Qrio försågs med två CCD-kameror, som gav roboten stereoskopisk syn och hade förmågan att känna igen ansikten. Roboten hade även sju mikrofoner.
Roboten var tänkt att användas i underhållningssyfte hemma. Detta syfte föranledde robotens höjd och vikt, då det resonerades att det var mindre risk för skada om roboten skulle falla på en människa. Enligt Sony fanns det inget praktiskt tillämpningsområde för roboten. Projektet kring Qrio, tillsammans med det kring Artificial intelligence robot, lades ned i januari 2006.